# Santa Elena (Jalisco)
Santa Elena es una localidad del estado mexicano de Jalisco. Es parte del municipio de Atotonilco el Alto.

## Toponimia
El nombre «Santa Elena» hace referencia a la santa patrona de la localidad: Helena de Constantinopla.

## Demografía
| Gráfica de evolución demográfica |
|                                  |

| Censo | Población |
| ----- | --------- |
| 1910  | 650       |
| 1921  | 390       |
| 1930  | 312       |
| 1940  | 486       |
| 1950  | 630       |
| 1960  | 806       |
| 1970  | 686       |
| 1980  | 766       |
| 1990  | 1 029     |
| 2000  | 972       |
| 2010  | 962       |
| 2020  | 1 110     |